# Jollie Range
Die Jollie Range ist ein Gebirgszug in der Region Canterbury auf der Südinsel von Neuseeland.

## Geographie
Die Jollie Range befindet sich südöstlich der Gletscherregionen der Neuseeländischen Alpen, zwischen dem Sinclair River und dem Kirk Stream, mit der dahinter liegenden Armoury Range im Westen und dem Lawrence River, mit den dahinter liegen Gebirgen der Potts Range und der Arrowsmith Range im Osten. Nördlich und nordöstlich wird der Gebirgszug durch den Rakaia River begrenzt und im Südwesten von dem zwischen den Mündungsgebieten des Sinclair River und des Lawrence River nach Südosten fließenden Clyde River.
Der rund 22 km lange und in einem Bogen von Süden über Nordosten nach Osten verlaufende Gebirgszug, findet mit dem 2628 m hohen North Peak seinen höchsten Punkt. 54 weitere Gipfel der Bergkette liegen über 2000 m.
Administrativ gehört die Jollie Range zum Ashburton District.